# 이나카다테역
이나카다테역(일본어: 田舎館駅)은 일본 아오모리현 히라카와시에 위치한 고난 철도 고난 선의 철도역이다. 섬식 승강장 1면 2선의 구조를 갖춘 지상역이다.

## 타는 곳
| 1 | ■ 고난 선 | 하행 | 구로이시 방면          |
| 2 | ■ 고난 선 | 상행 | 히라카 · 히로사키 방면 |

## 역 주변
- 국도 제102호선
- 아오모리 현도 268호 히로사키이나카다테쿠로이시 선

## 역사
- 1950년 7월 1일 : 개업.
- 1974년 10월 1일 : 업무 위탁화.
- 1987년 11월 16일 : 업무 위탁 폐지, 무인화.

## 인접 역
| 고난 철도 고난 선      | 고난 철도 고난 선 | 고난 철도 고난 선        |
| ---------------------- | ----------------- | ------------------------ |
| 단보아토 히로사키 방면 | ■ 고난 선         | 사카이마쓰 구로이시 방면 |